# 非法经营罪
非法经营罪，《中华人民共和国刑法》中规定的的一项罪名，行为人实施刑法第225条所述非法经营活动时将构成非法经营罪，由1979年刑法“投机倒把罪”演化而来。

## 历史
针对非法经营罪，先后出台了10余个司法解释。

## 争议
非法经营罪被批评为“口袋罪”，直接原因是刑法第225条采用空白罪状与兜底条款相结合的定罪方式。